# Jan Trojgo
Jan Trojgo, ros. Ян Янович Тройго (ur. 30 listopada?/12 grudnia 1881 we wsi Progalino w guberni grodzieńskiej, zm. 11 sierpnia 1932 w Leningradzie) – ksiądz rzymskokatolicki działający w Imperium Rosyjskim i ZSRR, ofiara represji stalinowskich.

## Dzieciństwo i młodość
Urodził się w katolickiej rodzinie chłopskiej o mieszanym pochodzeniu polsko-białoruskim. Absolwent Petersburskiego Seminarium Teologicznego (1906) i Cesarskiej Rzymskokatolickiej Akademii Duchownej w Petersburgu (1908), magister teologii.

## Kapłaństwo
10 sierpnia 1906 roku otrzymał święcenia kapłańskie z rąk biskupa Edwara von Roppa w Wilnie. Od 1908 pracował jako katecheta w szkołach średnich w Mohylewie. Od 1910 roku był profesorem liturgiki w Petersburskim Seminarium Duchownym. W 1914 został kanclerzem w kurii metropolii mohylewskiej w Petersburgu. Od 1916 roku był także nauczycielem prawa w gimnazjach dla dziewcząt w Piotrogrodzie. Wydawał czasopismo diecezjalne „Życie Kościelne”.

## Aresztowania, więzienia, obóz
W 1923 roku został aresztowany w Moskwie i skazany na trzy lata więzienia. W 1925 zwolniono go, po czym pełnił funkcję rektora kościoła św. Stanisława w Leningradzie. W 1927 został ponownie aresztowany i skazany na 5 lat więzienia. Był przetrzymywany w obozie specjalnym na wyspach Sołowieckich. W czerwcu 1929 został przeniesiony na wyspę Anzer. Oczekując na zwolnienie, 5 lipca 1932 roku został po raz trzeci aresztowany w zbiorowej sprawie czternastu księży katolickich oskarżonych o tworzenie zorganizowanej grupy antysowieckiej, tajne odprawianie obrzędów religijnych oraz organizowanie nielegalnych kanałów komunikacji z zamiarem przekazywania za granicę informacji o sytuacji katolików w ZSRR. W śledztwie uznano Trojgo za jednego z przywódców tej grupy. Podczas przesłuchania w 1932 roku powiedział, że uważa się za głęboko wierzącego, przekonanego katolika i księdza, a ze względu na moje przekonania jest gotów poświęcić życie.
W 1932 roku został przeniesiony z obozu Sołowieckiego do więzienia NKWD w Leningradzie. Zmarł w więziennym szpitalu z powodu wylewu. Został pochowany pod zmienionym nazwiskiem na cmentarzu Prieobrażenskim w Leningradzie, jego miejsca pochówku do dziś nie odnaleziono.

## Beatyfikacja
W 2003 roku rozpoczął się jego proces beatyfikacyjny.